# Whakatāne River
Der Whakatāne River ist ein 112 km langer Fluss auf der Nordinsel von Neuseeland dessen Flussbett auf einer der geologisch aktivsten Verwerfungen des Landes liegt, dort, wo sich die Pazifische Platte unter die Australische Platte schiebt.

## Namensherkunft
In der Sprache der Māori bedeutet whakatāne so viel wie männliche Qualitäten zeigen.

## Geografie

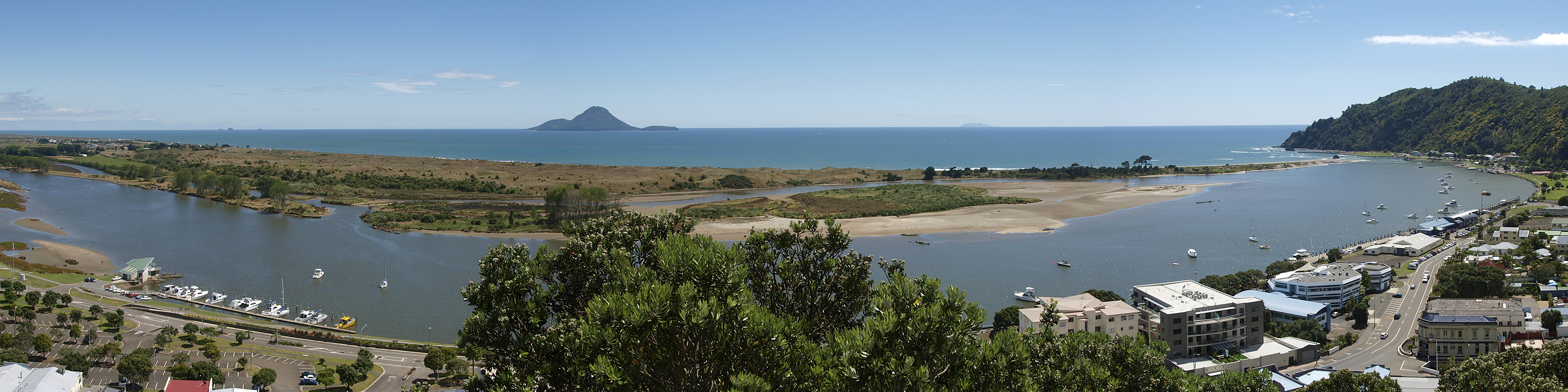
Flussmündung des Whakatāne River mit Motohora Island im Hintergrund

Der Whakatāne River entspringt in den Huiarau Range rund 11 km südlich des kleinen Ortes Ruatahuna und gut 5 km nordnordwestlich des Lake Waikaremoana inmitten des Te Urewera. Von dort aus fließt der Fluss direkt in Richtung Norden, entlang der Ostseite der Ikawhenua und der Raungaehe Range und erreicht die Bay of Plenty durch die Stadt Whakatāne wo er schließlich in den Pazifischen Ozean mündet. Das Tal des Flusses liegt zum Teil auf der derzeit aktivsten Verwerfung Neuseelands dem Whakatāne Rift-System, der als die nördlichen Verlängerung der Wellington-Verwerfung gilt.
Der Fluss entwässert mit einer Fließgeschwindigkeit von 200 m3/sek. in trockenen Zeiten und bei Hochwasser mit 30.000 m3/sek. ein Gebiet von etwa 232 km2. Durchschnittlich zweimal im Jahr überflutet der Whakatāne River eine Ebene von etwa 4 km2 oberhalb von Whakatāne.

## Maori Legende
Die Māori benannten Flüsse oder Orte nach Ereignissen oder Personen. Der Name Whakatāne wurde erstmals verwendet, als das Mataatua Kanu von Hawaiki die Flussmündung des Whakatāne River vor mehr als sechs Jahrhunderten erreichte. Die Männer hatten das Boot festgemacht, um das neue Land zu erkunden. Den Frauen, die zurückblieben, war es verboten, Männerarbeit zu verrichten, so auch das Kanu zu bedienen. Leider hatten die Männer das Kanu nicht gut gesichert und bei Ebbe drohte das Kanu hinaus auf das Meer getrieben zu werden.

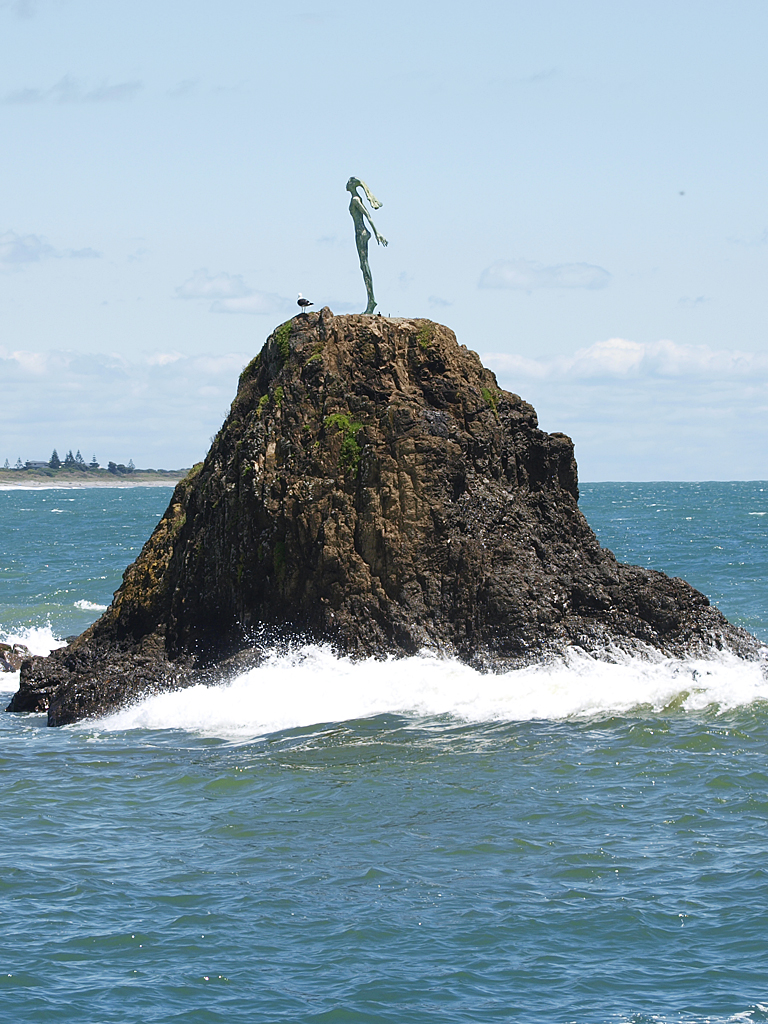
Wairaka-Skulptur in Flussmündung des Whakatane River

Wairaka, die Tochter des Stammesführers Toroa bemerkte dies und sah, dass das Boot auf die Felsen zugetrieben wurde. Da soll sie zu dem Boot geschwommen und aufgestanden sein und gerufen haben: „Kia whakatāne au i ahau!“ (deutsch: „Ich will die Arbeit tun, die dem Manne vorbehalten ist.“) Wairaka soll die Ruder ergriffen und das Kanu sicher zurückgebracht haben. Seit dieser Zeit wird der Ort Whakatāne genannt.
Wairaka zu Ehren wurde im Jahr 1965 auf dem kleinen Felsen direkt in der Flussmündung eine 2,5 m hohe weibliche Skulptur in ausrufender Pose aufgestellt.

## Nutzung
Die Stadt Whakatāne und der Ort Ōhope beziehen ihr gesamtes Trinkwasser aus dem Fluss. Die Wasserversorgung mit rund 19.600 m3 pro Tag Spitzenleistung ist für etwa 21.020 Personen ausgelegt.
Der Fluss ist ausgesprochen gut zum Angeln geeignet. Bachforellen und Regenbogenforellen zwischen ein und zwei kg Größe können geangelt werden. Im Mündungsbereich werden bevorzugt Meerforellen gefangen.
Entlang des Teils des Whakatāne River, der durch den Te Urewera National Park fließt, führt der Whakatane River Track, der einige Kilometer südlich des Ortes Waikirikiri auf den Fluss stößt und bis Ruhatahuna erwandert werden kann. Die Gesamtwanderzeit von 25 bis 37 Stunden kann in 9 Abschnitte mit Übernachtungsmöglichkeiten aufgeteilt werden.